# (1208) Troilus
(1208) Troilus – planetoida z grupy trojańczyków Jowisza (obóz trojański) okrążająca Słońce w ciągu 11 lat i 363 dni w średniej odległości 5,23 au. Została odkryta 31 grudnia 1931 roku przez Karla Reinmutha. Nazwa planetoidy pochodzi od Troilusa, syna króla Troi Priama, uczestnika wojny trojańskiej. Przed nadaniem nazwy planetoida nosiła oznaczenie tymczasowe (1208) 1931 YA.